# Pteridophyta
As pteridófitas são um grupo parafilético de vegetais vasculares sem sementes, com representantes de grande porte, que podem atingir 20 m, e representantes de porte pequeno e herbáceo, com o cormo composto por raiz, caule e folhas. Incluem as samambaias, avencas e cavalinhas, entre outras formas.

## Características gerais
Samambaias e avencas são pteridófitas bem conhecidas e muito utilizadas como plantas ornamentais. Porém esta definição geral inclui também vários outros grupos de plantas que atualmente são considerados em várias divisões, uma vez que se descobriu que o anterior táxon era polifilético. 
As pteridófitas são plantas que não possuem sementes. Normalmente são esverdeadas com manchas.
Ela é formada por :
- Esporófito
- Raiz   (rizoide)
- Caule (cauloide)
- Folhas
- Trofofilos
- Esperofilas
- Trofoesporofilos
- Isosporadas
- Heterosporadas

## Reprodução das pteridófitas

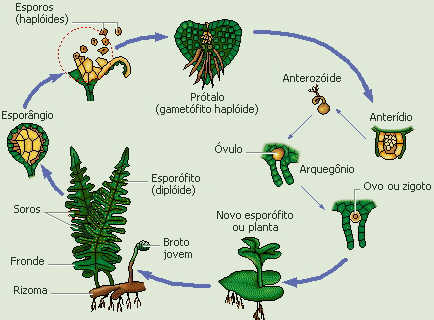
Reprodução das samambaias

O seu ciclo de vida possui  duas fases alternantes: a fase gametofítica (gametófito) e a fase esporofítica (esporófito). Nas pteridófitas, o esporófito é a fase dominante, de maior porte, ao contrário do que acontece nas briófitas (ou musgos), grupo que antecede as pteridófitas.
O esporófito produz esporângios onde, por meiose, se formam esporos haploides que dão origem ao gametófito, uma planta haploide multicelular que irá produzir gametas, assegurando assim a reprodução assexuada da espécie. Os esporos possuem metade do número cromossômico (n) do esporófito (2n), e, ao caírem no solo em condições favoráveis de nutrientes e água, germinam dando origem ao protalo. O protalo  é um indivíduo de vida curta que produz gametas para dar origem a uma nova planta.

O gametófito é a fase de vida transitória, e normalmente não é enxergado a olho nu. Em muitas espécies, é preciso que haja uma relação simbiótica entre o gametófito e espécies de fungo do solo para que o primeiro consiga sobreviver. O gametófito produz estruturas "sexuais" que irão dar origem a gametas "masculinos" (anterozoides) e "femininos" (oosferas). Para que haja a fecundação é necessária a presença de água. Do zigoto formado pela fusão dos gametas cresce então um esporófito com o número total de cromossomos (2n).

## Classificação
O esquema de classificação completo proposto por Smith et al. é (2006; nomes alternativos entre parêntesis rectos):
- Classe Psilotopsida
  - Ordem Ophioglossales
    - Família Ophioglossaceae (incl. Botrychiaceae, Helminthostachyaceae)

  - Ordem Psilotales
    - Família Psilotaceae (incl. Tmesipteridaceae)
- Classe Equisetopsida [=Sphenopsida]
  - Ordem Equisetales
    - Família Equisetaceae
- Classe Marattiopsida
  - Ordem Marattiales
    - Família Marattiaceae (incl. Angiopteridaceae, Christenseniaceae, Danaeaceae, Kaulfussiaceae)
- Classe Pteridopsida [=Filicopsida, Polypodiopsida]
  - Ordem Osmundales
    - Família Osmundaceae

  - Ordem Hymenophyllales
    - Família Hymenophyllaceae (incl. Trichomanaceae)

  - Ordem Gleicheniales
    - Família Gleicheniaceae (incl. Dicranopteridaceae, Stromatopteridaceae)
    - Família Dipteridaceae (incl. Cheiropleuriaceae)
    - Família Matoniaceae

  - Ordem Schizaeales
    - Família Lygodiaceae
    - Família Anemiaceae (incl. Mohriaceae)
    - Família Schizaeaceae

  - Ordem Salviniales
    - Família Marsileaceae (incl. Pilulariaceae)
    - Família Salviniaceae (incl. Azollaceae)

  - Ordem Cyatheales
    - Família Thyrsopteridaceae
    - Família Loxomataceae
    - Família Culcitaceae
    - Família Plagiogyriaceae
    - Família Cibotiaceae
    - Família Cyatheaceae (incl. Alsophilaceae, Hymenophyllopsidaceae)
    - Família Dicksoniaceae (incl. Lophosoriaceae)
    - Família Metaxyaceae

  - Ordem Polypodiales
    - Família Lindsaeaceae (incl. Cystodiaceae, Lonchitidaceae)
    - Família Saccolomataceae
    - Família Dennstaedtiaceae (incl. Hypolepidaceae, Monachosoraceae, Pteridiaceae)
    - Família Pteridaceae (incl. Acrostichaceae, Actiniopteridaceae, Adiantaceae, Anopteraceae, Antrophyaceae, Ceratopteridaceae, Cheilanthaceae, Cryptogrammaceae, Hemionitidaceae, Negripteridaceae, Parkeriaceae, Platyzomataceae, Sinopteridaceae, Taenitidaceae, Vittariaceae)
    - Família Aspleniaceae
    - Família Thelypteridaceae
    - Família Woodsiaceae (incl. Athyriaceae, Cystopteridaceae)
    - Família Blechnaceae (incl. Stenochlaenaceae)
    - Família Onocleaceae
    - Família Dryopteridaceae (incl. Aspidiaceae, Bolbitidaceae, Elaphoglossaceae, Hypodematiaceae, Peranemataceae)
    - Família Oleandraceae
    - Família Davalliaceae
    - Família Polypodiaceae (incl. Drynariaceae, Grammitidaceae, Gymnogrammitidaceae, Loxogrammaceae, Platyceriaceae, Pleurisoriopsidaceae)